# Дистаннид триникеля
Дистаннид триникеля — бинарное интерметаллическое неорганическое соединение
никеля и олова с формулой Ni3Sn2,
кристаллы.

## Получение
- Сплавление стехиометрических количеств чистых веществ:

{\displaystyle {\mathsf {3Ni+2Sn\ {\xrightarrow {1264^{o}C}}\ Ni_{3}Sn_{2}}}}

## Физические свойства
Дистаннид триникеля образует кристаллы двух модификаций
:
- гексагональная сингония, пространственная группа P 63/mmc, параметры ячейки a = 0,4137 нм, c = 0,5203 нм, Z = 1, существует при температуре ниже ≈600°С;
- гексагональная сингония,  параметры ячейки a = 1,647 нм, c = 0,5188 нм, Z = 16, существует при температуре выше ≈600°С;
- ромбическая сингония, параметры ячейки a = 0,711 нм, b = 0,823 нм, c = 0,521 нм, Z = 4.

Соединение конгруэнтно плавится при температуре 1264 °C.